# Campionati italiani invernali di nuoto 2013
I XVI Campionati italiani invernali di nuoto Open si sono svolti nella Piscina olimpionica comunale di Riccione il 19 e 20 dicembre 2013.
Gli atleti iscritti sono stati in totale 469 (237 uomini e 232 donne), provenienti da 110 società. Le 36 gare disputate si sono svolte in serie, ossia senza turni eliminatori e con il solo riferimento cronometrico.

## Podi

### Uomini
| Evento               | Oro                                                                                              | Tempo                             | Argento                                                                                | Tempo                             | Bronzo                                                                                   | Tempo                             |
| Stile libero         |                                                                                                  |                                   |                                                                                        |                                   |                                                                                          |                                   |
| 50 m                 | Federico Bocchia                                                                                 | 22"23                             | Luca Dotto                                                                             | 22"33                             | Lucio Spadaro                                                                            | 22"59                             |
| 100 m                | Luca Dotto                                                                                       | 49"01                             | Filippo Magnini                                                                        | 49"23                             | Marco Belotti                                                                            | 49"54                             |
| 200 m                | Marco Belotti                                                                                    | 1'48"72                           | Alex Di Giorgio                                                                        | 1'49"15                           | Gabriele Detti                                                                           | 1'50"10                           |
| 400 m                | Gabriele Detti                                                                                   | 3'51"25                           | Alex Di Giorgio                                                                        | 3'53"48                           | Gregorio Paltrinieri                                                                     | 3'53"62                           |
| 1500 m               | Gregorio Paltrinieri                                                                             | 14"57"56                          | Gabriele Detti                                                                         | 15"11"57                          | Luca Baggio                                                                              | 15"20"01                          |
| Dorso                |                                                                                                  |                                   |                                                                                        |                                   |                                                                                          |                                   |
| 50 m                 | Niccolò Bonacchi                                                                                 | 25"38                             | Stefano Mauro Pizzamiglio                                                              | 25"43                             | Mirco Di Tora                                                                            | 25"49                             |
| 100 m                | Matteo Milli                                                                                     | 54"87                             | Niccolò Bonacchi                                                                       | 55"05                             | Mirco Di Tora                                                                            | 55"12                             |
| 200 m                | Christopher Ciccarese                                                                            | 1'57"95                           | Luca Mencarini                                                                         | 1'59"31                           | Mattia Aversa                                                                            | 1'59"65                           |
| Rana                 |                                                                                                  |                                   |                                                                                        |                                   |                                                                                          |                                   |
| 50 m                 | Andrea Toniato                                                                                   | 27"57                             | Mattia Pesce                                                                           | 27"62                             | Francesco Di Lecce                                                                       | 27"75                             |
| 100 m                | Andrea Toniato                                                                                   | 1'01"45                           | Claudio Fossi                                                                          | 1'01"57                           | Mattia Pesce                                                                             | 1'01"75                           |
| 200 m                | Luca Pizzini                                                                                     | 2'11"98                           | Claudio Fossi                                                                          | 2'13"18                           | Giovanni Sorriso                                                                         | 2'15"75                           |
| Farfalla             |                                                                                                  |                                   |                                                                                        |                                   |                                                                                          |                                   |
| 50 m                 | Piero Codia                                                                                      | 23"78                             | Matteo Rivolta                                                                         | 24"08                             | Paolo Facchinelli                                                                        | 24"17                             |
| 100 m                | Matteo Rivolta                                                                                   | 52"64                             | Piero Codia                                                                            | 53"33                             | Francesco Giordano                                                                       | 53"96                             |
| 200 m                | Matteo Pelizzari                                                                                 | 1'58"28                           | Francesco Pavone                                                                       | 1'58"50                           | Davide Carlier                                                                           | 1'59"94                           |
| Misti                |                                                                                                  |                                   |                                                                                        |                                   |                                                                                          |                                   |
| 200 m                | Federico Turrini                                                                                 | 2'00"30                           | Davide Cova                                                                            | 2'01"73                           | Simone Geni                                                                              | 2'02"15                           |
| 400 m                | Federico Turrini                                                                                 | 4'17"30                           | Giorgio Gaetani                                                                        | 4'21"60                           | Matteo Pelizzari                                                                         | 4'23"26                           |
| Staffette            |                                                                                                  |                                   |                                                                                        |                                   |                                                                                          |                                   |
| 4x100 m stile libero | Gruppo Sportivo Fiamme Oro Roma Stefano Mauro Pizzamiglio Luca Leonardi Lucio Spadaro Marco Orsi | 3'16"89 49"66 49"04 50"08 48"11   | SMGM Team Lombardia A Andrea Rolla Mattia Schirru Nicolangelo Di Fabio Filippo Magnini | 3'19"15 51"09 49"31 49"96 48"79   | Circolo Canottieri Aniene Lorenzo Benatti Marco Belotti Damiano Lestingi Alex Di Giorgio | 3'20"96 50"65 49"32 50"47 50"52   |
| 4x100 m misti        | Gruppo Sportivo Fiamme Oro Roma Mirco Di Tora Mattia Pesce Stefano Mauro Pizzamiglio Marco Orsi  | 3'39"96 55"27 1'02"45 53"73 48"51 | Centro Sportivo Esercito Niccolò Bonacchi Federico Turrini Piero Codia Simone Geni     | 3'41"98 55"05 1'04"40 52"43 50"10 | Larus Nuoto Michele Malerba Lorenzo Antonelli Flavio Bucci Giorgio Gaetani               | 3'47"71 56"77 1'02"31 57"03 51"60 |

### Donne
| Evento               | Oro                                                                                          | Tempo                               | Argento                                                                                          | Tempo                               | Bronzo                                                                                        | Tempo                                 |
| Stile libero         |                                                                                              |                                     |                                                                                                  |                                     |                                                                                               |                                       |
| 50 m                 | Silvia Di Pietro                                                                             | 25"72                               | Giorgia Biondani                                                                                 | 25"81                               | Erika Ferraioli                                                                               | 25"90                                 |
| 100 m                | Alice Mizzau                                                                                 | 55"12                               | Chiara Masini Luccetti                                                                           | 56"69                               | Rachele Ceracchi                                                                              | 56"71                                 |
| 200 m                | Alice Mizzau                                                                                 | 1'59"65                             | Martina De Memme                                                                                 | 2'00"43                             | Diletta Carli                                                                                 | 2'01"01                               |
| 400 m                | Aurora Ponselé                                                                               | 4'09"68                             | Martina De Memme                                                                                 | 4'09"81                             | Diletta Carli                                                                                 | 4'14"26                               |
| 800 m                | Aurora Ponselé                                                                               | 8'31"16                             | Martina De Memme                                                                                 | 8'37"08                             | Martina Rita Caramignoli                                                                      | 8'42"3                                |
| Dorso                |                                                                                              |                                     |                                                                                                  |                                     |                                                                                               |                                       |
| 50 m                 | Elena Gemo                                                                                   | 28"96                               | Arianna Barbieri Carlotta Zofkova                                                                | 29"16                               |                                                                                               |                                       |
| 100 m                | Carlotta Zofkova                                                                             | 1'01"04                             | Arianna Barbieri                                                                                 | 1'01"51                             | Elena Gemo                                                                                    | 1'02"03                               |
| 200 m                | Federica Pellegrini                                                                          | 2'10"19                             | Carlotta Zofkova                                                                                 | 2'11"19                             | Margherita Panziera                                                                           | 2'12"31                               |
| Rana                 |                                                                                              |                                     |                                                                                                  |                                     |                                                                                               |                                       |
| 50 m                 | Lisa Fissneider                                                                              | 31"26                               | Arianna Castiglioni                                                                              | 31"62                               | Martina Carraro                                                                               | 31"73                                 |
| 100 m                | Lisa Fissneider                                                                              | 1'07"75                             | Arianna Castiglioni                                                                              | 1'08"57                             | Giulia De Ascentis                                                                            | 1'08"69                               |
| 200 m                | Elisa Celli                                                                                  | 2'25"23                             | Lisa Fissneider                                                                                  | 2'28"01                             | Giulia De Ascentis                                                                            | 2'28"14                               |
| Farfalla             |                                                                                              |                                     |                                                                                                  |                                     |                                                                                               |                                       |
| 50 m                 | Silvia Di Pietro                                                                             | 26"55                               | Elena Gemo                                                                                       | 27"06                               | Ilaria Bianchi                                                                                | 27"17                                 |
| 100 m                | Ilaria Bianchi                                                                               | 58"14                               | Elena Di Liddo                                                                                   | 59"57                               | Claudia Tarzia                                                                                | 59"99                                 |
| 200 m                | Stefania Pirozzi                                                                             | 2'10"42                             | Alessia Polieri                                                                                  | 2'13"27                             | Francesca Annis                                                                               | 2'14"75                               |
| Misti                |                                                                                              |                                     |                                                                                                  |                                     |                                                                                               |                                       |
| 200 m                | Giulia De Ascentis                                                                           | 2'15"83                             | Luisa Trombetti                                                                                  | 2'16"56                             | Alessia Polieri                                                                               | 2'17"19                               |
| 400 m                | Stefania Pirozzi                                                                             | 4'46"28                             | Luisa Trombetti                                                                                  | 4'49"92                             | Susanna Negri                                                                                 | 4'50"74                               |
| Staffette            |                                                                                              |                                     |                                                                                                  |                                     |                                                                                               |                                       |
| 4x100 m stile libero | Circolo Canottieri Aniene Lucrezia Raco Rachele Ceracchi Miriana Durante Federica Pellegrini | 3'44"21 57"17 56"15 57"20 53"69     | Centro Sportivo Esercito Laura Letrari Alice Nesti Martina De Memme Erika Ferraioli              | 3'48"65 57"23 57"50 57"26 56"66     | Gruppo Sportivo Forestale Chiara Masini Luccetti Elena Gemo Carlotta Zofkova Silvia Di Pietro | 3'48"95 56"97 57"63 57"88 56"47       |
| 4x100 m misti        | Gruppo Nuoto Fiamme Gialle Arianna Barbieri Lisa Fissneider Alessia Polieri Alice Mizzau     | 4'04"90 1'02"26 1'08"23 59"84 54"57 | Circolo Canottieri Aniene Federica Sorriso Giulia De Ascentis Elena Di Liddo Federica Pellegrini | 4'05"57 1'03"84 1'08"80 59"15 53"78 | SMGM Team Lombardia Stefania Cartapani Nicol Valentini Emanuela Albenzi Giorgia Crocione      | 4'12"98 1'03"13 1'11"28 1'01"19 57"38 |

### Classifiche per società

#### Maschile
| Pos.    | Società                         | Pti    |
| ------- | ------------------------------- | ------ |
| Oro     | Circolo Canottieri Aniene       | 298.00 |
| Argento | Centro Sportivo Esercito        | 228.00 |
| Bronzo  | Gruppo Sportivo Fiamme Oro Roma | 192.00 |
| 4.      | SMGM Team Lombardia             | 182.00 |
| 5.      | Larus Nuoto                     | 121.50 |
| 6.      | Team Veneto                     | 94.50  |
| 7.      | Gruppo Nuoto Fiamme Gialle      | 59.00  |
| 8.      | Gruppo Sportivo Fiamme Azzurre  | 57.00  |
| 9.      | Centro Sportivo Carabinieri     | 51.00  |
| 10.     | Nuoto Livorno                   | 49.00  |

#### Femminile
| Pos.    | Società                         | Pti    |
| ------- | ------------------------------- | ------ |
| Oro     | Circolo Canottieri Aniene       | 278.50 |
| Argento | Gruppo Nuoto Fiamme Gialle      | 155.50 |
| Bronzo  | Gruppo Sportivo Fiamme Oro Roma | 139.00 |
| 4.      | Gruppo Sportivo Forestale       | 137.50 |
| 5.      | SMGM Team Lombardia             | 127.50 |
| 6.      | Centro Sportivo Esercito        | 98.00  |
| 7.      | Team Veneto                     | 91.00  |
| 8.      | Nuoto Club Azzurra 1991         | 76.50  |
| 9.      | Imolanuoto                      | 74.50  |
| 10.     | Rari Nantes Torino              | 58.50  |